# Baltasar del Alcázar
Baltasar de l'Alcázar (Sevilla, 1530 – Ronda, 1606) va ser un poeta espanyol del Segle d'Or.
Va ser el sisè fill de don Luis de l'Alcázar, jurat del cabildo municipal de Sevilla. Es va allistar com a soldat en les galeres de don Álvaro de Bazán y Guzmán, primer marquès de Santa Cruz. Durant un temps va ser presoner dels francesos, que ho van alliberar poc després. Va servir també en la guarnició militar del castell de Jaén, època que va recollir en diversos poemes. Sent ja coneguts alguns dels seus poemes, es va casar en 1565 i va ser nomenat pel duc d'Alcalá, don Fernando Enríquez de Ribera, Alcaid del castell i vila dels Molars. En 1583 torna a Sevilla per convertir-se en administrador del comte de Gelves. Ja major es va anar a viure amb una filla seva a Ronda, on va emmalaltir del mal de pedra i de gota, morint en 1606 sense haver publicat cap de les seves poesies. Aquestes es conserven gràcies a les còpies d'un sol manuscrit, avui perdut, que va confeccionar el pintor Francisco Pacheco, qui també va dibuixar l'únic retrat que es coneix d'ell.

## Obres
Baltasar d'Alcázar és un autor ignorat per la crítica literària, ja que no hi ha molts estudis sobre la seva obra, a més que en el seu temps no va tenir fama ni encara després de la seva mort. Probablement això sigui per les temàtiques variades dels seus versos, no obstant això, només és una suposició. Únicament existeixen dues edicions de tota la seva obra poètica: la de 1910 i una altra editada en el 2001, no obstant això, l'última és de poc accés. Pel que fa al primer llibre, est divideix les composicions de l'escriptor de la següent manera: poemes de caràcter amatori; festiu incloent els seus epigrames; religiós i poesia variada, la categoria de la qual agrupa algunes epístoles, sonets dirigits a Cetina o familiars, enigmes, algunes traduccions, odes i d'altres de tall mitològic.
En tota la seva obra, com ja es va dir, Baltasar d'Alcázar demostra una versatilitat en les seves composicions en abordar temes que van des del antipetrarquisme fins als poemes de caràcter religiós. No obstant això, les seves composicions que més destaquen són les que es mouen en la línia del burlesc i paròdic. Per exemple, els seus epigrames retraten la vida quotidiana dels segles d'or i es burla de certes actituds de la societat, sobretot de les dones, destacant el seu físic i la seva moral, ja que el prototip de la dona descrita per Alcázar serà la d'una persona sense escrúpols.
| Tus cabellos, estimados                       |
| Por oro contra razón,                         |
| Ya se sabe, Inés que son                      |
| De plata sobredorados.                        |
| Pues ¿querrás que se celebre                  |
| Por verdad lo que no es?                      |
| Es vender gato por liebre. (Poesías XXII, 50) |
| Texto de celda                                |

Quant a l'eix del antipetrarquisme, tant els tòpics com els temes del petrarquisme seran ridiculitzats i denotarà per igual els mals vicis de l'amant com els de l'estimada. La dona destacarà per un goig en les qüestions sexuals i actuarà per un interès econòmic, deixant a un costat l'ideal neoplatònic. Així mateix, la matèria mitològica adquirirà un tint paròdic, com el "Discurso de unos cuernos" reflecteix.
	Sobre els aspectes religiosos en la seva poesia, la informació és mínima doncs els especialistes gairebé no han abordat en ell i només esmenten que: “els seus poemes devots, o bé són de cort popular i estan inspirats en la Contrareforma (mediació de la Verge i dels sants, exaltació del sagrament de l'Eucaristia) o bé, estan escrits en motlles petrarquistas i estan inscrits en la reforma erasmiana” (Castro, 136). En summa va compondre nombrosos sonets, algun fins i tot en la variant del sonet del sonet.

### Epigrames
- «A un giboso de delante»
- «A una mujer escuálida»
- «Constanza»
- «Dios nos guarde»
- «Doña Valentina»
- «El estudiante»
- «Hiere la hermosa Elvira...»
- «Entraron en una danza...» («El baile»)
- «Job»
- «La capa»
- «La nariz de Clara»
- «Los ojos de Ana»
- «Salir por pies»
- «Preso de amores»
- «Su modo de vivir en la vejez»
- «Una cena jocosa»
- «Yo acuerdo revelaros un secreto».

### Sonets
- «A Cristo»
- «Al amor»
- «Cercada está mi alma de contrarios»
- «Di, rapaz mentiroso».

### Uns altres
- «Cena jocosa»
- «Diálogo entre dos perrillos»
- «Diálogo entre un galán y el eco»
- «Consejos a una viuda».